# Ambleville, Charente
Ambleville är en kommun i departementet Charente i regionen Nouvelle-Aquitaine i västra Frankrike. Kommunen ligger  i kantonen Segonzac som ligger i arrondissementet Cognac. År 2019 hade Ambleville 167 invånare.

## Befolkningsutveckling
Antalet invånare i kommunen Ambleville
Referens:INSEE